# Balkandafne
Balkandafne (Daphne blagayana), også skrevet Balkan-Dafne, er en lille, stedsegrøn busk med en tæt, halvkugleformet vækst. Bladene er ovale, og de stærkt duftende blomster er flødehvide. Planten er en lidt vanskelig, men den er meget eftertragtet.

## Kendetegn
Balkandafne er en lille, stedsegrøn busk med en tæt og halvkugleformet vækst. Hovedgrenene er først krybende og opstigende, men senere næsten oprette. Barken er først lysegrøn, men derefter bliver den rødbrun og knudret. Gamle grene er grå. Knopperne er spredt stillede og samlede mod enden af skuddet. De er små og butte, lysebrune og hårløse. Bladene er ovale og helrandede. Oversiden er mørkegrøn og hårløs, mens undersiden er lyst grågrøn og ligeledes hårløs. Blomstringen foregår i april-maj, hvor man finder blomsterne samlet i endestillede, kompakte stande med 5-15 blomster. De enkelte blomster er 4-tallige og uregelmæssige. Det er nemlig bægerbladene, som er hvide, mens kronbladene mangler. Frugterne er hvidgule stenfrugter.
Rodsystemet består dels af rodslående grene, dels af grove, dybtgående hovedrødder og dels af forholdsvis få og tynde siderødder. Alle dele af planten – inklusive frugterne – er stærkt giftige.
Planten når en højde på ca. 0,50 m, men til gengæld en bredde på mere end 1,5 m. 

## Hjemsted
Balkandafne hører oprindeligt hjemme i det sydøstlige Europa: Slovenien, Serbien, Kroatien, Bosnien, Makedonien, Albanien, Bulgarien og Grækenland. Alle steder foretrækker den voksesteder i skygge og med en kalkrig, veldrænet og næringsfattig jord. Den mellemste del af Balkanbjergene, som ligger i den nordlige del af Bulgarien, har et forholdsvis mildt klima, som skyldes opstigende, varm luft fra lavlandet mod syd. Her findes skove med rødgran og silkefyr som de dominerende arter. I disse skove vokser arten sammen med bl.a. akelejefrøstjerne, almindelig rypelyng, alpevoldtimian, bjerganemone, bredbladet klokke, Centaurea napulifera (en art af knopurt), Dianthus petraeus (en art af nellike), enblomstret vintergrøn, finbladet bjørnerod, fransk blåmunke, gul ensian, hedemelbærris, kranslilje, kratfladbælg, krybende kalkkarse, melittis, mosebølle, Potentilla rupestris (en art af potentil), prikket ensian, rejnfanbladet røllike, Rhododendron myrtifolium (en art af rododendron), rød dværgmispel, rød lungeurt, rød nellikerod, Scorzonera purpurea (en art af skorzoner), skinnende skabiose, skovstorkenæb, smalbladet klokke, snepude, stor tusindstråle, storbladet okseøje, storblomstret fingerbøl, storrodet storkenæb, svalerodensian, uldhåret klokke og ægte edelweiss

## Note
1. ↑  Where to watch plants in Bulgaria: Central Stara Planina Mountain Arkiveret 14. august 2014 hos  Wayback Machine – grundig og oplysende oversigt over dette områdes bjergflora (engelsk)